# Пухерокі

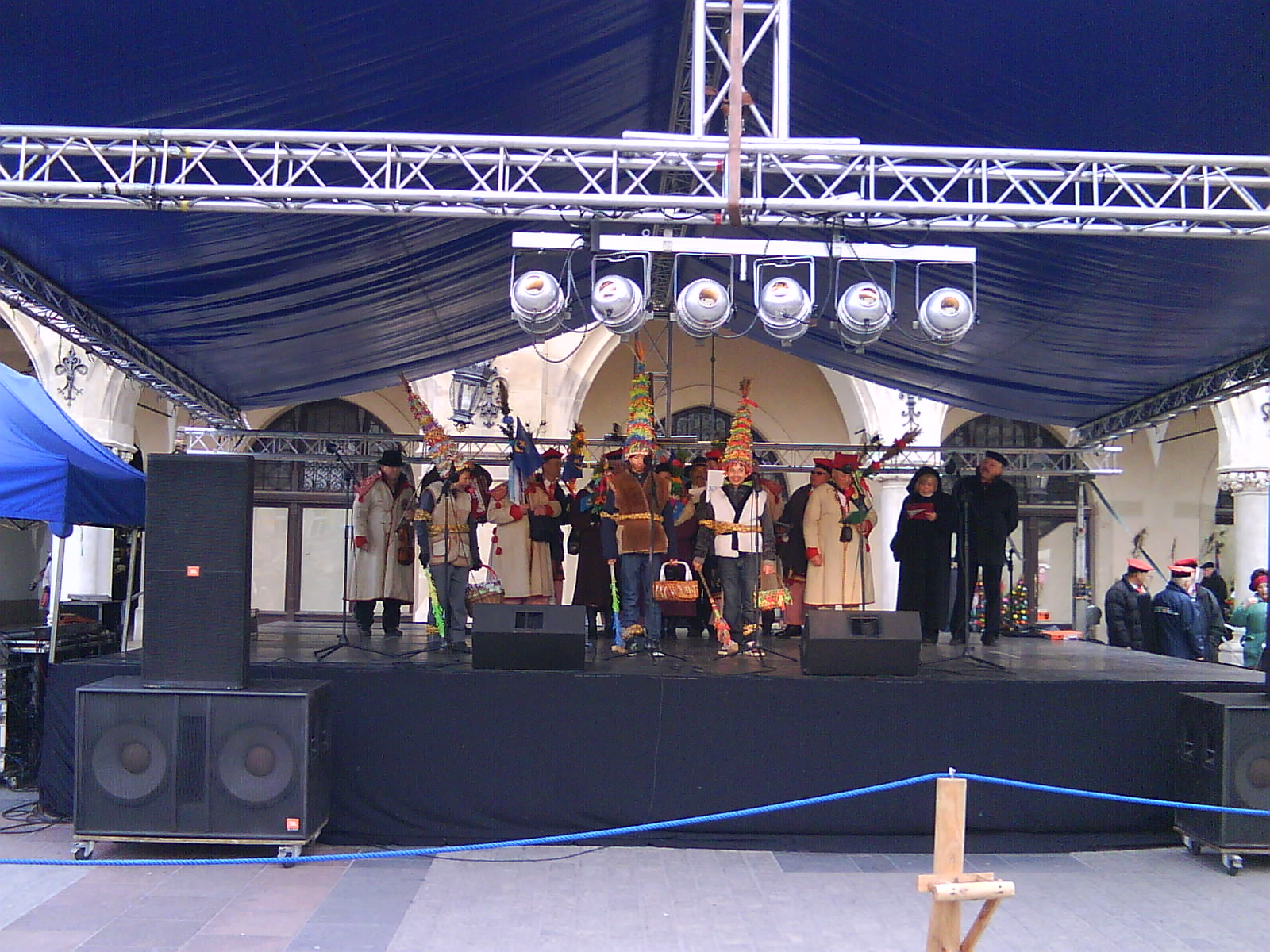
Пухерокі в Кракові на Головній площі біля Суконних рядів.

Пухерокі ( puchery, pueri, від латинського puer означає "хлопчик") — це звичай, який святкують у Вербну неділю в Кракові та його околицях.
Цей звичай походить зі старих звичаїв краківських студентів. Заборона ходити «на пухері» була видана в 1780 році і тоді її перейняли хлопці з підкраківських сіл  . Рано вранці у Вербну неділю від хати до хати ходять переодягнені хлопці. Одягнені в дублянки хутром догори, на головах носять високі конічні шапки з кольорового паперу, обличчя вкриті сажею. У них зав'язані на талії мотузки. В одній руці у них кошик з половою, в іншій  - дерев'яний молоток з довгою рукояткою, обтягнутий  папером.
Співаючи, вітають зі святом Воскресіння Господнього,  виголошують промови, що поєднують у собі елементи старопісних пісень, колядок, жартівливих діалогів та скоромовок. При цьому вони ходять по кімнаті, стукаючи по підлозі тростинками (у формі молотків чи сокир) і декламують, наприклад:
Ja żaczek maluty,
Pogubiłem paputy.
Chodziłem do nieba,
Za kawałkiem chleba.
Chciałem się wrócić,
Nie chcieli mnie puścić.
Przyjmijcie mnie państwo za ciurę,
Będę ja łapał sąsiadowe kurę;
Stoi ciura w płocie,
Będzie kij w robocie...
або:
A jo maly pastuszek szukołem Jezusa,
Znalazłem go pod dębem mioł piscołkę i bęben.
Na piscołce fitu, fitu - na bębenku puku, puku,
Cztery panny w tońcu, osoba na końcu... itd.
За це вони отримують їжу, переважно яйця та невеликі пожертви, які збирають у кошик.
Цей звичай, хоч і зник, але все ще живий у деяких селах поблизу Кракова, наприклад у Бібіце, Зєльонках і Трояновичах, а також у Томашовіце  .

## Виноски
1. ↑  Adamczewski, Jan. Kraków od A do Z. Kraków: KAW.
2. ↑  Z rana pucheroki zastukają do drzwi. Dziennik Polski.

## Зовнішні посилання
- Марек Жуков-Карчевський, Польські свята: Великдень у Кракові, Ekologia.pl, 2013.